# Nicolas Alquin
Nicolas Alquin né en 1958 à Bruxelles (Belgique) est un sculpteur, dessinateur et illustrateur français.

## Biographie
Nicolas Alquin est le fils du peintre Pierre Alechinsky (né en 1927) et le frère cadet du poète et romancier Ivan Alechine (né en 1952).

## Œuvres

### Sculpture
Nicolas Alquin est l'auteur d'œuvres monumentales dont Parole portée, à la mémoire des victimes du terrorisme, conservée à Paris à l'hôtel des Invalides.
Il a sculpté plusieurs fontaines et monuments publics.
- 1982 : Dormeur, Puteaux, Fonds national d'art contemporain.
- 1987 : Le Composteur d’étoiles, Paris, église Saint-Jacques-du-Haut-Pas.
- 1989 : Jour de désert, Lille, Centre d'Art sacré de Lille, crypte moderne de la cathédrale Notre-Dame-de-la-Treille.
- 1991 : Gaspard, Dunkerque, Lieu d'art et action contemporaine de Dunkerque.
- 1993 : Le Nouveau-né, Kruishoutem (Belgique), fondation Veranneman.
- 1996 : Judith, Schéveningue (Pays-Bas), musée Beelden aan Zee.
- 1998 :
  - Parole portée à la mémoire des victimes du terrorisme, fontaine, Paris, hôtel des Invalides :
  - Judith, Bruxelles, place Albert Ier ;
  - Fontaine Saint-Benoît, Paris, Syndicat des eaux d’Île-de-France.
- 2001 : Cœur d’argile, Clermont-l'Hérault.
- 2002 :
  - Croix d’Espérance, Paris, église Notre-Dame-d’Espérance ;
  - Face au zénith, Annecy, hôtel des douanes ;
  - Passage du feu, Schéveningue (Pays-Bas), musée de Beelden aan Zee ;
  - Autel et croix, Varennes-Jarcy, église paroissiale.
- 2004 : Saint Joseph, Pittem (Belgique), Kliniek Sint Jozef.
- 2007 : La Mulâtresse Solitude, monument aux esclaves résistants, Bagneux.
- 2008 :
  - Via Orange, Arcueil, groupe Orange-France Telecom ;
  - Parole d’abime, Paris, Maison de la conférence des évêques de France.
- 2009 : Persée et Andromède, Yerres, CEC.
- 2010 : autel, ambon et tabernacle de la chapelle de la Maison des Serviteurs de la Parole, Charenton.
- 2012 : Saint Joseph, Montrouge, église Saint-Joseph.
- 2013 : Le Christ et le Palan, le Centre d'Art Sacré de Lille, Lille, cathédrale Notre-Dame-de-la-Treille, crypte moderne.
- 2018 : La Paix soit avec Toi !, Lille, cathédrale Notre-Dame-de-la-Treille

## Publications
Nicolas Alquin se consacre aussi à l'illustration de livres, en particulier d'ouvrages de bibliophilie, ou de catalogues, par la pratique de l'estampe.
- 1984 : Gilbert Lascault, Coutume des Vents, Saint-Clément-de-Rivière, éd. Fata Morgana.
- 1985 : catalogue d’exposition du théâtre municipal de Caen, textes de Kenneth White et Philippe Briet.
- 1986 : Des Éclipses, texte de Jérôme de Lalande, catalogue d’exposition de la galerie Maeght, Paris.
- 1986 : Gilbert Lascault, La Grande forêt Alquin, Bruxelles, éd. Le Salon d’Art.
- 1987 : Gilbert Lascault, Jeux d’échecs – Jeu de guerres, Caen, éd. L’Échoppe.
- 1987 : Nicolas Alquin, Abidjan Façon-façon, Caen, éd. L’Échoppe.
- 1988 : catalogue d’exposition de la galerie Maeght, textes de Fernando Arrabal et Alain Veinstein, Paris.
- 1988 : Ivan Alechine, Les Effets de la dissimulation, Saint-Clément-de-Rivière, éd. Fata Morgana.
- 1990 : Jiří Kolář, Le 30 février, Bruxelles, éd. Le Salon d’Art.
- 1991 : Jacques Réda, Calendrier élégiaque, Saint-Clément-de-Rivière, éd. Fata Morgana.
- 1991 : Les Stylites, texte de Dora Vallier, catalogue de l’exposition au prieuré Saint-Michel de Crouttes, éd. Connivences.
- 1992 : Franck André Jamme, Sans nom, Saint-Clément-de-Rivière, éd. Fata Morgana.
- 1992 : Gilbert Lascault, Jour de désert, éd. L’Échoppe.
- 1994 : Nicolas Alquin, Le Rêve de Seri, éd. L’Échoppe.
- 1994 : Charles Juliet, Une vie cachée, Saint-Clément-de-Rivière, éd. Fata Morgana
- 1998 : catalogue d’exposition, texte de Pascal Bonafoux, Clermont-l’Hérault, Saint-Guilhem-le-Désert.
- 1998 : Nicolas Alquin, Rideau, éd. L’Échoppe.
- 2003 : Nicolas Alquin, Bois et dérivé, éd. Michèle Broutta.
- 2003 : Gérard Macé, Ce qu’on ne voit plus en rêve, Paris, éd. Fol Mambo.
- 2004 : Ici même ici, Ivan Alechine et Nicolas Alquin, Cahors, éd. les Rucher de Lux.
- 2005 : Jean-Louis Prat, Bois flottés, catalogue d’exposition de la galerie Fred Lanzenberg et du musée d'Ixelles, Bruxelles.
- 2006 : Léopold Sédar Senghor, deux textes réunis sous le titre Hosties noires, Paris, éd. Les Bibliophiles de France[1].
- 2007 : Homero Aridjis, L’Œil de la baleine, éd. La Pierre d’Alun
- 2010 : Plein fer, Saint-Clément-de-Rivière, éd. Fata Morgana.
- 2022 : Noknok, Saint-Clément-de-Rivière, éd. Fata Morgana

## Expositions

### Expositions personnelles
- 1981 : De l’arbre à la maison, galerie Pierre Vanderborght, Bruxelles.
- 1982 : Alquin, dessins, Galerie La Lisière, Reims (16 janvier-13 février).
- 1982 : Sculptures et sculptins, galerie Erval, FIAC, Paris.
- 1984 : Maisons en tête, galerie Erval, Paris.
- 1985 :  Nicolas Alquin: sculptures, dessins, sculptins, Théâtre municipal de Caen (23 mars-15 mai).
- 1986 : Des Éclipses, galerie Adrien Maeght, Paris ; galerie le Salon d’Art, Bruxelles ; Centre culturel français, Abidjan, Côte d’Ivoire.
- 1987 : galerie Adrien Maeght, Barcelone.
- 1988 : galerie Adrien Maeght, Paris.
- 1990 : musée d’art contemporain, Dunkerque ; Centre culturel Le Botanique, Bruxelles ; galerie Bernard Cats, Bruxelles.
- 1991 : galerie Erval, FIAC, Paris ; Les Stylites, prieuré Saint-Michel, Crouttes, France.
- 1992 : Les Passantes, galerie du Jour-Agnès B, Paris.
- 1993 : galerie Fred Lanzenberg, Bruxelles.
- 1996 : galerie Fred Lanzenberg, Bruxelles ; galerie Fred Lanzenberg, FIAC, Paris.
- 1998 : fondation Veranneman, Kruishoutem, Belgique.
- 1999 : galerie Fred Lanzenberg, FIAC, Paris ; chapelle les Pénitents, Clermont-l'Hérault et site de l’abbaye de Gellone, Saint-Guilhem-le-Désert.
- 2000 : galerie Fred Lanzenberg, Bruxelles.
- 2002 : Gros Plan sur Alquin, fondation prince Pierre de Monaco, Monaco.
- 2003 : Bois et dérivés, galerie Michèle Broutta, Paris.
- 2004 : Aperçus, Galleria del Leone, Venise.
- 2005 : Bois flottés, musée d’Ixelles, Bruxelles, Belgique ; galerie Fred Lanzenberg, Bruxelles ; L’atelier d’Alquin, musée de la fondation Coubertin, Saint-Rémy-lès-Chevreuse.
- 2006 : Corps célestes, Linéart, stand Paule de Boeck Fine Arts, Gand.
- 2007 : Constellations, Galleria Del Leone, Venise.
- 2008 : Portraits d’étoiles, galerie Guigon, Paris.
- 2012 : De cire et de bois, galerie le salon d’art, Bruxelles.
- 2013 : Bois et dérivés, musée de l'hospice Saint-Roch, Issoudun, France ; musée de l'Arsenal et site de l'abbaye Saint-Jean-des-Vignes, Soissons ; musée de Campredon, L'Isle-sur-la-Sorgue.
- 2014 : Présences de vie sur Aquilon Silcan, Guy Pieters Gallery, Knokke-le-Zoute, Belgique;
- 2015 : Art Paris Art Fair, Galerie Koralewski
- 2016 : "Nicolas Alquin, sculpture et xylotraces", Galerie Simonici, Luxembourg.
- 2016 : "De toutes pièces", Galerie Maeght, Paris.
- 2017 : Galerie Devillez, Bruxelles.
- 2017 : Maison de la musique et de la danse, Bagneux.
- 2018 : Collégiale Saint-Pierre-la-Cour, Le Mans.
- 2019 : Histoires de sculptins : Villa consulaire française, Liège, Belgique.
- 2021 : Sculptures Galerie Marie-Ange Boucher Bruxelles, Belgique.
- 2023 : Elle et le chemin, Abbaye de Fontevraud, France.

### Expositions collectives
- 2000 : Fondation Veranneman, Kruishoutem, Belgique ; abbaye d’Heverlee, Louvain, Belgique.
- 2001 : Mouvement 134, Plaza Gallery, Tokyo, Japon.
- 2002 : Een jonge garde, musée de Beelden aan Zee, Pays-Bas.
- 2004 : Moi ! Autoportrait du XXe siècle, musée du Luxembourg, Paris ; Moi ! Autoritratti del secolo XX, Galleria degli Uffizi, Florence.
- 2005 : Enku Awards Exhibition, musée de Gifu, Japon.
- 2006 : International Sculpture Triennale Poznan, Poznań, Pologne ; Art Paris, galerie Michèle Broutta, Paris
- 2007 : Biennale de sculpture de Yerres ; exposition Icare, musée d’art wallon, Liège.
- 2009 : Biennale de sculpture de Yerres.
- 2010 : Biennale traces, fort de Condé, Val de l'Aisne, France ; galerie Guigon , œuvres sur papier.
- 2011 : Corps et âmes, galerie Koralewski, Paris ; festival APART, Les Baux-de-Provence ; Blickachsen exhibition, Bad Homburg, Allemagne.
- 2012 : Dessins, galerie Guigon, Paris.
- 2013 : 3 sculptures monumentales, galerie Guy Pieters, Knokke Kustlaan, Knokke Zeedijk et Laethem-Saint-Martin, Belgique.
- 2017 : 10e Biennale de sculpture, Jardin des sculptures, Bois-Guilbert, France.

## Récompenses et distinctions
- 1987 : prix Villa Médicis hors les murs, Vérone, Italie.
- 1988 : prix Léonard-de-Vinci, Abidjan, Côte d'Ivoire.
- 1997 : prix de sculpture de l’Académie des beaux-arts, fondation Simone et Cino Del Duca, Paris.
- 2001 : grand prix Prince-Pierre-de-Monaco, Monaco.
- 2002 : prix de la Biennale internationale de sculpture de Poznań, Pologne.
- 2004 : Enku Award, Gifu, Japon.
- 2007 : prix de la fondation Charles et Christiane Oulmont, Paris, France.